# Mattia della Robbia
Fra' Mattia della Robbia, nome in religione di Marco della Robbia il Giovane (Firenze, 6 aprile 1468 – 1534), è stato un religioso e scultore italiano, attivo durante il XVI secolo del Rinascimento toscano, uno dei membri della famiglia dei Della Robbia, uno dei figli di Andrea Della Robbia e, come lui, specialista della terracotta invetriata, la terracotta smaltata policroma.

## Biografia
Si formò con tutta probabilità all'interno della bottega paterna, ove fu attivo fin dall'adolescenza, lavorando soprattutto accanto al fratello Giovanni. Fu sostenitore del Savonarola e nel 1496 divenne frate domenicano con il nome di Fra' Mattia.. Grazie ai rapporti con il cardinale Armellini, fu attivo a Roma e nelle Marche, soprattutto a Montecassiano e ad Arcevia.
Nel 1497, quando il potere di Girolamo Savonarola è all'apice offuscato però dallo scontro con Rodrigo Borgia che sarà fatale per il predicatore domenicano, la bottega di Mattia della Robbia produce una medaglia con il profilo del frate e, sul verso, «la spada di Dio che sta per abbattersi repentinamente sulla terra, ispirato alla celebre profezia Gladius domini super terram cito et velociter».

## Opere
- Maria e San Giuseppe, due sculture a tutto tondo, Spedale degli Innocenti, Firenze
- Noli me tangere, bassorilievo di un timpano di portale, Villa La Quiete, Firenze
- Incoronazione della Vergine tra Santi, Pala d'Altare (1527-1530), Chiesa di Santa Maria Assunta, Montecassiano.
- Visitazione, Basilica di San Frediano a Lucca.
- Crocifisso  (v. 1520), per Santa Maria delle Grazie poi trasferito a San Medardo, Arcevia.
- Pannello (1513) dell'altare della  Vergine dei miracoli di Andrea, San Medardo, Arcevia.
- Pala dell'Annunciazione, Santa Maria, Arcevia.
- Santa Caterina d'Alessandria (v. 1524), San Medardo, Arcevia.
- San Sebastiano (1510/1515 circa), museo dell'Ermitage, San Pietroburgo.